# Polish International 2014
Die Polish International 2014 im Badminton fanden vom 18. bis zum 21. September 2014 in Lubin statt. Es war die dritte Auflage dieser Turnierserie in Polen. Die Veranstaltung ist nicht zu verwechseln mit den Polish Open 2014.

## Sieger und Platzierte
| Disziplin    | Gold                                  | Silber                             | Bronze                                 |
| ------------ | ------------------------------------- | ---------------------------------- | -------------------------------------- |
| Herreneinzel | Michał Rogalski                       | Adi Pratama                        | Lin Chia-hsuan                         |
| Herreneinzel | Michał Rogalski                       | Adi Pratama                        | Mateusz Dubowski                       |
| Dameneinzel  | Panuga Riou                           | Özge Bayrak                        | Nicole Schaller                        |
| Dameneinzel  | Panuga Riou                           | Özge Bayrak                        | Fontaine Chapman                       |
| Herrendoppel | Adam Cwalina Paweł Pietryja           | Daniel Benz Jones Ralfy Jansen     | Lin Chia-hsuan Lin Chia-hao            |
| Herrendoppel | Adam Cwalina Paweł Pietryja           | Daniel Benz Jones Ralfy Jansen     | Zvonimir Đurkinjak Zvonimir Hölbling   |
| Damendoppel  | Cemre Fere Ebru Tunalı                | Jenny Moore Victoria Williams      | Simona Kononykhina Olga Lipkina        |
| Damendoppel  | Cemre Fere Ebru Tunalı                | Jenny Moore Victoria Williams      | Magdalena Witek Aneta Wojtkowska       |
| Mixed        | Robert Mateusiak Agnieszka Wojtkowska | Gennadiy Natarov Yuliya Kazarinova | Jones Ralfy Jansen Cisita Joity Jansen |
| Mixed        | Robert Mateusiak Agnieszka Wojtkowska | Gennadiy Natarov Yuliya Kazarinova | Paweł Pietryja Aneta Wojtkowska        |